# Феї і легенда загадкового звіра
Феї і легенда загадкового звіра (англ. Tinker Bell and the Legend of the NeverBeast) — американський анімаційний мультсеріал 2014 року. Сьомий мультфільм із серії мультфільмів про подруг-фей.

## Сюжет
Фея тварин Фауна потоваришувала зі злим загадковим Звіром, який наводить жах на всю Небувалію. Однак тепер вона мусить довести усім, що це добра істота і не шкодить іншим.

## Ролі озвучували
| Персонаж         | Оригінал         | Український дубляж |
| ---------------- | ---------------- | ------------------ |
| Дінь-Дінь        | Мей Вітман       | Марина Локтіонова  |
| Фауна            | Джінніфер Ґудвін | Наталія Романько   |
| Нікс             | Розаріо Довсон   | Юлія Перенчук      |
| Срібляночка      | Люсі Лью         | Анна Кузіна        |
| Ірідеса          | Рейвен-Сімоне    | Катерина Качан     |
| Розета           | Меґан Гілті      | Тетяна Пиріжок     |
| Відія            | Памела Едлон     | Світлана Шекера    |
| Фурі             | Данай Ґуріра     | Оксана Поліщук     |
| Чейз             | Хлоя Беннет      | Катерина Башкіна   |
| Ботан            | Томас Леннон     | Павло Лі           |
| Бак              | Джефф Корвін     | Андрій Соболєв     |
| Морган           | Олівія Голт      | Олена Борозенець   |
| Оповідачка       | Ґрей ДеЛайл      | Наталія Ярошенко   |
| Робін            | Кері Волґрен     | Анна Соболєва      |
| Королева Кларіон | Анжеліка Г'юстон | Ольга Радчук       |

### Інформація про дубляж
Дубльовано студією «LeDoyen» на замовлення «Disney Character Voices International» у 2014 році.
- Переклад Тетяни Коробкової
- Режисер дубляжу — Іван Марченко
- Музичний редактор — Тетяна Піроженко
- Переклад пісень Романа Дяченка
- Мікс-студія — Shepperton International
- Творчий консультант — Aleksandra Sadowska

Пісні:
- «Полечу», «Знаєш», «Знаєш» (реприза) — виконує Міла Нітіч.
- «Цілий вік мине» — виконують Міла Нітіч та Тарас Мельник.